# Malá říčka
Malá říčka je slepé rameno Vltavy, které je součástí Královské obory (Stromovky) v Praze-Bubenči. Tato vodní plocha vznikla z původního vltavského ramena, jehož část u někdejšího Císařského mlýna byla začátkem 20. století při regulaci toku Vltavy zasypána.

## Popis a zajímavosti
Výsledkem regulace Vltavy v letech 1899–1902 při realizaci projektu splavnění řeky mezi Prahou a Mělníkem byly v oblasti Troje poměrně významné změny. Kromě vybudování trojského jezu se zdymadlem, plavebního kanálu a plavební komory v Podbabě se také změnil obrys Císařského ostrova a bylo z velké části zasypáno původní meandrující bubenečské rameno u Císařského mlýna a papírny. Zachovaným zbytkem tohoto ramena je Malá říčka. Od přítoku vltavské vody napouštěcím zařízením v hrázi na levé straně plavebního kanálu se obloukem v délce asi 500 m stáčí k západu, kde je odtok vody z Malé říčky řešen zděnou štolou do zatrubněného Dejvického potoka. Ten ji pak odvádí zpátky do Vltavy.
Celý vodohospodářský systém Stromovky nebyl ve 20. století příliš udržovaný. Za povodně v srpnu 2002 se celá Stromovka ocitla pod několika metry vody. Obnova celého systému byla v říjnu 2002 zahájena právě odbahněním Malé říčky. Následně pak bylo vyčištěno i její okolí a upravené břehy byly osázeny vodními rostlinami. V roce 2003 byla opravena hrázka Malé říčky (použitý kámen je z bývalého oplocení Stromovky, které bylo při povodni zničeno). Nátok z Vltavy na severním konci byl upraven do podoby kamenné vodní kaskády, přes kterou voda přepadá až k hladině Malé říčky. Následovalo ještě vyčištění zanesené podzemní části vyústění Malé říčky, vedoucí cihlovou štolou kolem Císařského mlýna do Dejvického potoka.
Malá říčka je zajímavou ornitologickou lokalitou. Pravidelně se tu vyskytuje labuť velká, husice nilská, volavka popelavá, polák velký, hvízdák eurasijský, kachna divoká, kopřivka obecná, lyska černá, slípka zelenonohá, racek chechtavý nebo ledňáček říční. Někteří ptáci sem zaletují i z nedaleké ZOO, kde žijí volně, migrují do zimovišť a na jaře se vracejí hnízdit.
Malá říčka je využívána i jako sportovní rybářský revír.

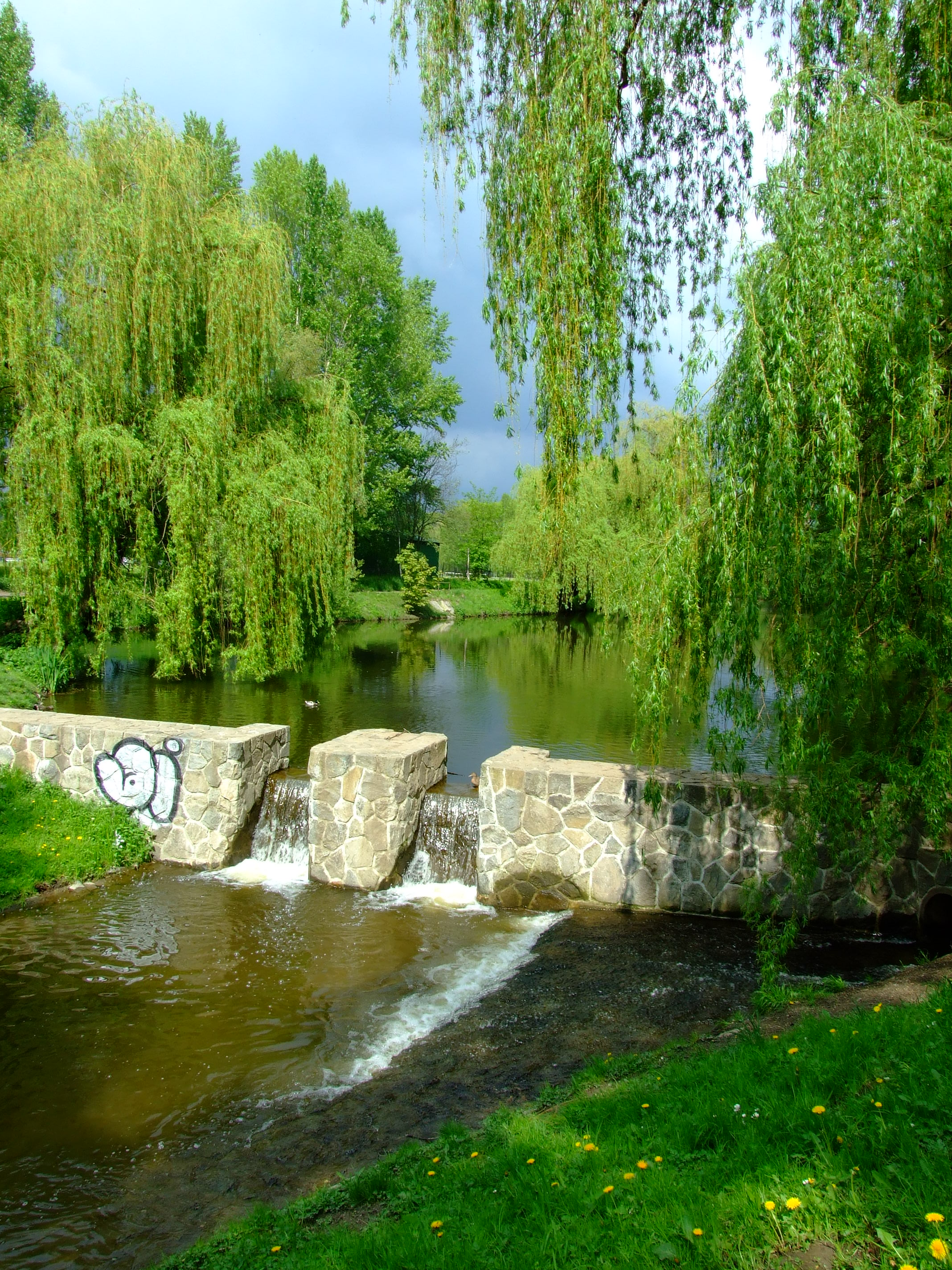
Úprava na odtoku